# Remo Musumeci
Remo Musumeci (Sanremo, 9 agosto 1937 – Milano, 22 settembre 2015) è stato un giornalista e scrittore italiano, a lungo firma dell'Unità, su cui scrisse in prevalenza di rugby, e autore di saggi di atletica leggera.

## Biografia
Nativo di Sanremo, lavorò nella redazione milanese del quotidiano l'Unità, per il quale si occupò di sport: in particolare il rugby, con le cronache del campionato, della nazionale e di due edizioni della Coppa del Mondo, e a seguire di atletica leggera.
Oltre all'attività all'Unità, fu fondatore della rivista Sportivo e autore di saggi sull'atletica; cronista in varie edizioni delle Olimpiadi, pubblicò nel 1984 una biografia di Dorando Pietri, La sfida di Maratona.
Per la sua attività da giornalista vinse nel 1987 la targa d'onore CONI-USSI per la stampa sportiva.
Dedicatosi a tempo pieno alla rivista Sportivo dopo aver lasciato l'Unità nel 1993, collaborò anche alla rivista Atletica leggera e presenziò spesso a eventi come memoria storica della disciplina.
Tra gli altri interessi sportivi di Musumeci figuravano anche marcia e sci di fondo.
È deceduto a Milano il 22 settembre 2015 a 78 anni.

## Opere
- Remo Musumeci, La mangusta, in Giuseppe Brunamontini (a cura di), Racconti fantastici di sport, Napoli, Liguori, 1980, ISBN 88-207-0845-0.
- La sfida di Maratona. Storia e leggenda di Dorando Pietri, Milano, Insport, 1984.
- Il romanzo di Seul. L'oro, l'argento e le altre cose, Milano, Sportivo, 1989.